# 마르틴 잔트베르거

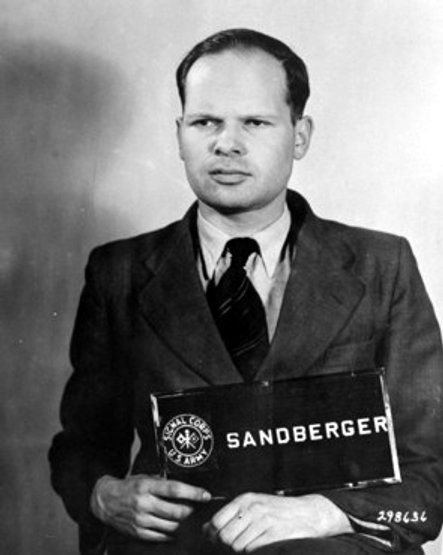
Martin Sandberger

마르틴 잔트베르거(Martin Sandberger, 1911년 8월 17일 ~2010년 3월 30일)는 친위대 대령 (SS-Standartenführer) 이자 특수작전집단(Einsatzgruppe)의 제1특별특공대(Sonderkommando 1a)의 사령관으로 활동했으며, 뿐만 아니라 에스토니아에서 보안대 (Sicherheitsdienst) 와 보안 경찰 (Sicherheitspolizei)의 사령관으로도 활동하였다. 잔트베르거는 발트 3국에서 행해진 유대인 학살에서 중요한 역할을 하였으며, 또 그는 이탈리아에서 유대인 체포 및 그들의 아우슈비츠 강제 수용소 이송에 대한 책임을 졌다. 전후 잔트베르거는 특수임무부대 A (Einsatzgruppe A)의 최고 관계자로 유죄 판결을 받았다.